# Xylaria fioriana
Xylaria fioriana är en svampart som beskrevs av Sacc. 1910. Xylaria fioriana ingår i släktet Xylaria och familjen kolkärnsvampar.   Inga underarter finns listade i Catalogue of Life.